# Marie Michèle Desrosiers
Pour les articles homonymes, voir Desrosiers.
 (juillet 2018).
Marie Michèle Desrosiers, née le 6 mars 1950 à Montréal, est une pianiste et une chanteuse québécoise. Membre du groupe Beau Dommage, elle fait carrière en solo par la suite. Ses chansons sont parmi les plus populaires pendant les années 1980. Dans les années 2000, elle se démarque en produisant des albums de chants de Noël.

## Biographie
Elle étudie à l'École nationale de théâtre du Canada. Encore étudiante, elle ne tarde pas à se joindre au groupe Beau Dommage dans les années 1970. Les quatre albums du groupe, Beau Dommage (1974), Où est passée la noce ? (1975), Un autre jour arrive en ville (1977) et Passagers (1977) deviennent des classiques de la chanson québécoise.
Après la séparation de Beau Dommage, en 1978, elle poursuit sa carrière en solo, tout en continuant à exercer son métier de comédienne, soit au théâtre, soit à la télévision. Elle continue d’enregistrer des albums dont Les Graffitis en fleurs, Le Taxi fou, Plus fort et Aimer pour aimer, son plus populaire, en collaboration avec l'auteur-réalisateur Marc Desjardins. On retrouve sur celui-ci les succès "Aimer pour aimer", "Attention Fragile", "Entre ciel et terre" (en duo avec Philippe Vyvyal) et bien d'autres encore. Elle atteint souvent le sommet du palmarès et est régulièrement mise en nomination lors des galas de l'ADISQ. En 1985, elle participe à la Fondation Québec-Afrique en chantant dans le projet collectif « Les Yeux de la faim ».
Après toutes ces années de popularité, elle renoue avec Beau Dommage en 1994. Le groupe enregistre un nouvel album, leur premier en 17 ans, qui atteint un nouveau record de vente. L'album Beau dommage leur mérite un double platine assez rapidement. Elle fait une tournée en Europe avec le groupe Beau Dommage qui se termine au Bataclan de Paris.
Depuis son retour avec le groupe en 1994, elle a intensifié sa carrière solo. En 1996, elle se rend à Prague pour enregistrer un album de Noël avec l'Orchestre Symphonique Tchèque, sous la supervision du pianiste André Gagnon. Marie Michèle chante les grands classiques de Noël. L'album obtient un grand succès.
En 2002, elle s'envole vers Moscou réaliser un autre disque de Noël, cette fois avec le chœur de l'Armée rouge. Le disque est également un grand succès. Depuis, et à chaque année, le spectacle tiré de l'enregistrement de cet album est télédiffusé durant la période des Fêtes. Marie Michèle se produit régulièrement en spectacles partout au Québec. Elle publie encore les albums Mes mélodies du bonheur en 2004 et Marie Michèle se défrise en 2008.
Sur scène, elle demeure active. Tout d'abord, elle se joint à Martine St-Clair, Luce Dufault et Marie-Élaine Thibert pour le concert intitulé Entre vous et nous qui tourne partout au Québec en 2018 - 2019. Puis, à partir de 2021, elle fait partie du concert Nicole – Les chansons d’une vie, spectacle créé par Lee Abbott et le réalisateur Pierre Séguin (La Petite Vie) pour rendre hommage à la chanteuse Nicole Martin, décédée en février 2019. Pour cette tournée, elle retrouve Marie-Élaine Thibert et travaille aussi avec l'acadienne Annie Blanchard.

## Discographie

### AvecBeau Dommage
- 1974 : Beau Dommage
- 1975 : Où est passée la noce ?
- 1977 : Un autre jour arrive en ville
- 1977 : Passagers
- 1979: choristes sur le show fusion offenback Enregistrement le 30 et 31 mars 1979
- 1994 : Beau Dommage

### Carrière solo
- 1980 : Marie Michèle Desrosiers (Les graffitis en fleurs)
- 1983 : Plus fort
- 1985 : Aimer pour aimer
- 1986 : Le Matou (Trame sonore du film de Jean Beaudin)
- 1996 : Marie Michèle Desrosiers chante les classiques de Noël
- 2000 : C'est ici que je veux vivre
- 2002 : Marie Michèle Desrosiers chante Noël avec le chœur de l'armée rouge (avec le chœur de l'Armée Rouge)
- 2004 : Mes mélodies du bonheur
- 2008 : Marie Michèle se défrise

## Distinctions
- Médaille d'honneur de l'Assemblée nationale, 2009[1]

## Lauréat et nomination

### Gala de l'ADISQ

#### artistique
| Année | Catégorie                                            | Pour | Résultat   |
| ----- | ---------------------------------------------------- | --- | ---------- |
| 1981  | interprète féminine de l'année                       | Marie Michèle Desrosiers | nomination |
| 1984  | interprète féminine de l'année                       | Marie Michèle Desrosiers | nomination |
| 1984  | révélation de l'année                                | Marie Michèle Desrosiers | nomination |
| 1984  | trophée Félix témoignage                             | Beau Dommage | lauréat    |
| 1985  | auteur ou/et compositeur de l'année                  | Marie Michèle Desrosiers (avec Marc Desjardins et Robert Stanley) pour Aimer pour aimer                                                              | nomination |
| 1985  | chanson de l'année                                   | Aimer pour aimer | nomination |
| 1985  | interprète féminine de l'année                       | Marie Michèle Desrosiers | nomination |
| 1985  | microsillon de l'année                               | Beau Dommage au forum de Montréal (avec Beau Dommage)                                                                                                | nomination |
| 1985  | spectacle de l'année - musique et chansons pop       | Beau Dommage au forum de Montréal (avec Beau Dommage)                                                                                                | nomination |
| 1986  | vidéoclip de l'année                                 | Attention fragile | nomination |
| 1995  | album de l'année - meilleur vendeur                  | Beau Dommage (1994) (avec Beau Dommage) | lauréat    |
| 1995  | album de l'année - populaire                         | Beau Dommage (1994) (avec Beau Dommage) | lauréat    |
| 1995  | chanson populaire de l'année                         | Échappé belle (avec Beau Dommage) | nomination |
| 1995  | groupe de l'année                                    | Beau Dommage | lauréat    |
| 1995  | spectacle de l'année - auteur-compositeur-interprète | Beau Dommage (avec Beau Dommage) | lauréat    |
| 1996  | album de l'année - populaire                         | Rideau (avec Beau Dommage) | nomination |
| 1996  | chanson populaire de l'année                         | Tout simplement jaloux (avec Beau Dommage) | nomination |
| 1996  | groupe de l'année                                    | Beau Dommage | nomination |
| 1997  | album de l'année - meilleur vendeur                  | Marie Michèle Desrosiers chante les classiques de Noël                                                                                               | nomination |
| 1997  | album de l'année - populaire                         | Marie Michèle Desrosiers chante les classiques de Noël                                                                                               | nomination |
| 1997  | interprète féminine de l'année                       | Marie Michèle Desrosiers | nomination |
| 1998  | spectacle de l'année - interprète                    | Marie Michèle Desrosiers chante les classiques de Noël avec l'Orchestre symphonique de la Montérégie (avec l'orchestre symphonique de la Montérégie) | nomination |
| 2003  | album de l'année - meilleur vendeur                  | Marie Michèle Desrosiers chante Noël avec le chœur de l'armée rouge (avec le Chœurs de l'Armée rouge)                                                | nomination |
| 2019  | spectacle de l'année - interprète                    | Entre vous et nous (avec Luce Dufault, Martine St-Clair et Marie-Élaine Thibert)                                                                     | nomination |

#### industriel
| Année | Catégorie                          | Pour                                                                                   | Résultat   |
| ----- | ---------------------------------- | -------------------------------------------------------------------------------------- | ---------- |
| 1985  | metteur en scène de l'année        | Beau Dommage                                                                           | nomination |
| 1985  | réalisateur de l'année             | Marie Michèle Desrosiers (avec Marc Desjardins et Serge Laporte) pour Aimer pour aimer | nomination |
| 1995  | scripteur de spectacles de l'année | Beau Dommage pour Beau Dommage                                                         | nomination |

### Prix Juno[12]
| Année | Catégorie                            | Pour                                                   | Résultat   |
| ----- | ------------------------------------ | ------------------------------------------------------ | ---------- |
| 1975  | groupe le plus prometteur de l'année | Beau Dommage                                           | nomination |
| 1976  | groupe de l'année                    | Beau Dommage                                           | nomination |
| 1976  | album le plus vendu                  | Beau Dommage (avec Beau Dommage)                       | nomination |
| 1996  | album francophone le plus vendu      | Beau Dommage (1994) (avec Beau Dommage)                | nomination |
| 1998  | album francophone le plus vendu      | Marie Michèle Desrosiers chante les classiques de Noël | lauréat    |